# Доња Глоговница
Доња Глоговница (хрв. Donja Glogovnica) је насељено место у саставу града Крижевци, Копривничко-крижевачка жупанија, Хрватска.

## Историја
До територијалне реорганизације у Хрватској била је у саставу старе општине Крижевци.

## Становништво
У попису становништва из 2011. године, Доња Глоговница је имала 129 становника.
| Број становника према пописима | Број становника према пописима | Број становника према пописима | Број становника према пописима | Број становника према пописима | Број становника према пописима | Број становника према пописима | Број становника према пописима | Број становника према пописима | Број становника према пописима | Број становника према пописима | Број становника према пописима | Број становника према пописима | Број становника према пописима | Број становника према пописима | Број становника према пописима |
| ------------------------------ | ------------------------------ | ------------------------------ | ------------------------------ | ------------------------------ | ------------------------------ | ------------------------------ | ------------------------------ | ------------------------------ | ------------------------------ | ------------------------------ | ------------------------------ | ------------------------------ | ------------------------------ | ------------------------------ | ------------------------------ |
| 1857                           | 1869                           | 1880                           | 1890                           | 1900                           | 1910                           | 1921                           | 1931                           | 1948                           | 1953                           | 1961                           | 1971                           | 1981                           | 1991                           | 2001                           | 2011                           |
| 0                              | 0                              | 0                              | 0                              | 0                              | 0                              | 0                              | 0                              | 0                              | 207                            | 203                            | 216                            | 207                            | 171                            | 155                            | 129                            |

Напомена: Насеља Доња Глоговница и Горња Глоговница исказују се од 1953. До 1948. исказивано је насеље по имену Глоговница. Подаци за то некадашње насеље налазе се у насељу Горња Глоговница.